# رينيه يونغ
رينيه يونغ (بالإنجليزية: Renee Paquette) هي معلقة رياضية وممثلة كندية، ولدت في 19 سبتمبر 1985 في تورونتو في كندا.

## وصلات خارجية
- رينيه يونغ على موقع دبليو دبليو إي (الإنجليزية)
- رينيه يونغ على موقع CageMatch worker (الإنجليزية)
- رينيه يونغ على موقع IMDb (الإنجليزية)
- رينيه يونغ على موقع قاعدة بيانات الفيلم (الإنجليزية)